# Razan Ghazzawi
Pour les articles homonymes, voir Ghazzawi.
Razan Ghazzawi (en arabe : رزان غزاوي ; née en 1980 aux États-Unis) est une blogueuse, militante et activiste syrienne-américaine.
Razan Ghazzawi s'est particulièrement impliquée lors des événements préalables à la guerre civile syrienne. Elle documente et médiatise notamment les arrestations de militants et les violations des droits humains commises par le gouvernement de Bashar el-Assad lors des manifestations de 2011,.
Elle est décrite comme une « blogueuse militante emblématique » par le Telegraph. L'activiste Jillian York écrit que Razan Ghazzawi est « une de ses héroïnes».

## Biographie
Razan Ghazzawi naît aux États-Unis et grandit en Arabie saoudite, avant que ses parents ne se réinstallent en Syrie. Elle est diplômée de littérature anglaise de l'université de Damas en 2003, puis de l'Université de Balamand au Liban. Elle commence une carrière de traductrice et journaliste au ministère syrien des Affaires étrangères. Puis elle travaille pour MTN Syria, qu'elle quitte quand elle apprend qu'elle pratique la corruption. Elle devient militante au sein d'une organisation de défense de la liberté d'expression dans le monde arabe, le Syrian Center for Media and Freedom of Expression (SCM). Son blog, qu'elle signe avec son vrai nom, ce qui est rare dans le pays, est très suivi.
Elle est arrêtée par les autorités syriennes le 30 novembre 2011 alors qu'elle s'apprête à assister à une conférence sur la liberté de la presse en Jordanie. Elle est alors détenue au secret, dans un lieu inconnu. Elle est accusée par les autorités de fanatisme, diffusion de fausses informations et d'atteinte aux sentiments nationalistes,. Une campagne internationale réclame sa libération immédiate,, notamment de la part d'Amnesty International, qui affirme qu'elle est détenue en raison de ses opinions. Elle est libérée le 19 décembre 2011, mais les charges ne sont pas levées. Elle est arrêtée de nouveau le 16 février 2012, avec treize collègues de l'organisation SCM. Elle est libérée deux jours plus tard mais est interdite de sortie du territoire, et trois de ses collègues, dont le directeur de l'ONG, Mazen Darwish, restent emprisonnés pendant plusieurs années.
Razan Gazzawi reçoit le 8 juin 2012 le prix Human Rights Defenders at Risk par l'association Front Line Defenders. Comme elle ne peut pas sortir du territoire, son compatriote Dlshad Othman le reçoit en son nom,. Elle quitte finalement la Syrie pour la Suède en octobre 2012. En 2013, elle reçoit de la BBC le prix 100 Women. En 2016, elle s'installe au Royaume-Uni.

## Distinctions
- 2012 : Prix Human Rights Defenders at Risk de Front Line Defenders
- 2013 : Prix 100 Women de la BBC